# Harefjord
De Harefjord (Groenlands: Ukattit Kangersuat) is een fjord in de gemeente Sermersooq in het oosten van Groenland, op de rand van het Nationaal park Noordoost-Groenland. De fjord maakt deel uit van het fjordencomplex Kangertittivaq (Scoresby Sund) en is een afsplitsing van de Øfjord. De hoofdtak van de Øfjord gaat richting het oosten, de Harefjord gaat richting het westen en de andere tak, Rypefjord gaat richting het noordwesten.
De fjord heeft bij de splitsing/monding een breedte van 5500 meter. Westelijker wordt de fjord breder en weer smaller. Richting het zuiden heeft de fjord een zijtak met de naam Røde Fjord. In het westen wordt de fjord door twee kleine gletsjers gevoed.
Ten noorden van de fjord ligt het Grabenland.